# Stan Daniels
Stanley Edwin Daniels (* 31. Juli 1934 in Toronto, Ontario; † 6. April 2007 in Encino, Kalifornien, USA) war ein kanadischer Sitcom-Autor, Fernseh-Regisseur und -Produzent. Als Autor oder Ko-Autor der bekannten US-amerikanischen Fernseh-Serien The Mary Tyler Moore Show und Taxi (gemeinsam mit James L. Brooks und David Davis) gewann er acht Emmy Awards und wurde weitere sechsmal für den Emmy nominiert.

## Leben
Stan Daniels wurde als einziges Kind der Vaudeville-Darsteller Lilian und Albert Daniels 1934 in Toronto geboren. Als seine Eltern ein Kino eröffneten, mischte sich der kleine Stan oft unter die Zuschauer und konnte bereits im frühen Alter von drei Jahren sämtliche Namen der damals bekannten Filmgrößen aufzählen. Daniels war musisch außerordentlich begabt, gewann schon als Kind Wettbewerbe im Klavierspielen und erwog zeitweise eine Pianisten-Karriere.
Nach dem Schulabschluss nahm er jedoch zunächst ein Philosophie-Studium an der University of Toronto auf. 1956 schloss er hier sein Studium mit dem Bachelor of Arts ab und erlangte im darauffolgenden Jahr den M.A. (Master of Arts). In Toronto lernte er auch seine Frau Alene (geb. Kamins), ein ehemaliger Kinderstar des kanadischen Radios, kennen und heiratete sie 1957. Das Paar bekam vier Kinder.
1958 erhielt Stan Daniels ein Stipendium für die University of Oxford und zog mit seiner Familie nach England. Er begann ein Doktoranden-Studium am Magdalen College in Oxford, vollendete dieses Studium jedoch nicht mehr, denn noch in dieser Zeit begann er bereits Theaterstücke, Musicals und Revuen zu schreiben oder zu inszenieren – u. a. Better Never für das Edinburgh Festival oder Beyond The Fringe, durch das Alan Bennett bekannt wurde.
Ab Mitte der 1960er Jahre wechselte er zum Fernsehen und begann Serien wie The Dean Martin Show und The Bill Cosby Show zu schreiben.
Ab 1970 arbeitete er gemeinsam mit Ed Weinberger und James L. Brooks (The Simpsons) bei MTM Enterprises als Autor und Produzent für die Sitcom The Mary Tyler Moore Show, die als einer der Meilensteine der amerikanischen Comedy-Geschichte gilt und von 1970 bis 1977 von CBS ausgestrahlt wurde. 1975 schuf Daniels zusammen mit Weinberger die bekannte Sitcom Phyllis (1975–77) mit Cloris Leachman in der Hauptrolle.
1977 verließ Daniels zusammen mit Ed Weinberger, James L. Brooks und David Davis MTV Productions, um eine weitgehend eigenständige Produktionseinheit bei Paramount Pictures zu gründen. 1978 kreierte dieses Team die bekannte Sitcom Taxi mit den Hauptdarstellern Danny DeVito, Judd Hirsch und Marilu Henner. Diese Fernsehserie wurde  von ABC und NBC bis 1983 ausgestrahlt und machte u. a. Danny DeVito zum Star. Bei Taxi gab Daniels zugleich seinen Einstand als Regisseur hinter der Kamera, was später, vor allem in den 1990ern ein wichtiges Karrierestandbein für ihn werden sollte (etwa bei Almost Famous). Ebenfalls 1978 schrieb Daniels – zusammen mit James L. Brooks – die Serie Cindy, die 1978 von ABC ausgestrahlt wurde und das Cinderella-Thema in einer afro-amerikanischen Version erzählt.
In späteren Jahren arbeitete Daniels überwiegend als Autor, Produzent oder Regisseur von TV-Filmen wie Glory!Glory! (1989), For Richter, For Poorer (1992), The Substitute Wife (1994) und The Kid (2001).
Für seine Arbeit erhielt Daniels insgesamt acht Emmy Awards sowie weitere sechs Emmy-Nominierungen.
Als talentierter Komponist kreierte er darüber hinaus Musik und Songtexte für das Broadway-Musical So Long 174th Street, der Musical-Version des Schauspiels Enter Laughing.
Seine Musical-Version von Bernhard Slades Schauspiel Same Time, Next Year wurde 2001 in Budapest uraufgeführt.
In den letzten fünf Jahren war sein Schaffen durch Demenz stark beeinträchtigt. Am 6. April 2007 starb Stan Daniels an Herzversagen. Er hinterließ Frau Alene und vier Kinder.